# ヴードゥー・チャイル
「ヴードゥー・チャイル」（原題：Voodoo Chile）は、ザ・ジミ・ヘンドリックス・エクスペリエンスが1968年に発表した楽曲。スタジオで録音されたものとしてはヘンドリックスの作品の中で最も長い（15分）。スティーヴ・ウィンウッドがオルガンで、ジャック・キャサディがベースで参加。

## 概要
アルバム『エレクトリック・レディランド』の録音のためニューヨークに滞在する間、ヘンドリックスはナイトクラブなどに頻繁に顔を出し、様々なミュージシャンとジャムセッションを行っていた。
その日の夜、彼はレコード・プラント・スタジオの近くにあるクラブ「ザ・シーン」で演奏を楽しんだ。演奏後、店からスタジオに引き連れた20人近くの人間の中にトラフィックのスティーヴ・ウィンウッド、ジェファーソン・エアプレインのジャック・キャサディ、ジャズ・ギタリストのラリー・コリエルらがいた。ヘンドリックスは彼らにアルバムのレコーディングへの参加を促したが、何らかの理由でコリエルが辞退した。バンドのベーシストのノエル・レディングはスタジオに不在だった。結果、ヘンドリックスのギターとボーカル、ウィンウッドのオルガン、キャサディのベース、ミッチ・ミッチェルのドラムスという編成で録音することが決まった。スタジオにいる残りの人間はジャムセッションの雰囲気を出すために一役買うこととなった。
レコーディングは1968年5月2日、午前7時30分に開始された。トラディショナル・ブルーズの「キャットフィッシュ・ブルーズ」を元にヘンドリックスが書いた「ヴードゥー・チャイル」の録音は3テイクで完成し、最後のテイクが『エレクトリック・レディランド』に使用された。
ウィンウッドは「コードの書いた譜面なんかどこにもなかった。一切何も。彼はいきなり演奏を始めたんだ。それでも僕らはワン・テイクで決めた」と証言しているが、エンジニアを務めたエディ・クレイマーは異なった意見を述べている。
「非公式でスタジオでジャム・セッションが行われたという考えには賛成しかねるものがある。確かにあのときスタジオで取り巻いていた人々にはくだけた演奏に思えたかもしれないが、あのレコーディングはジミが入念に計画して生まれたものだ」
ヘンドリックスは演奏と同時に聴衆のざわめきも録音しようと考えたがうまくいかず、同日午前9時から9時45分にかけて改めてかけ声その他を録音した。

## 備考
- レコーディングされた3テイクのうち、最初のテイクと2番目のテイクは編集されて1994年4月発売のコンピレーション・アルバム『Jimi Hendrix: Blues』に収録された。

- SF小説に傾倒していたヘンドリックスは自身の作品にその痕跡を残した。本作品では「the outskirts of infinity」や「Jupiter's sulfur mines」などの表現がそれに当たる[4]。

- 翌日、1968年5月3日、レコード・プラント・スタジオでヘンドリックス、ノエル・レディング、ミッチ・ミッチェルの3人は本作品をレコーディングし直す。正規のバンドメンバーによるテイクは「ヴードゥー・チャイルド (スライト・リターン)」 Voodoo Child (Slight Return) というタイトルが付けられ、こちらもアルバム『エレクトリック・レディランド』に収録された。